# Urban Behavior

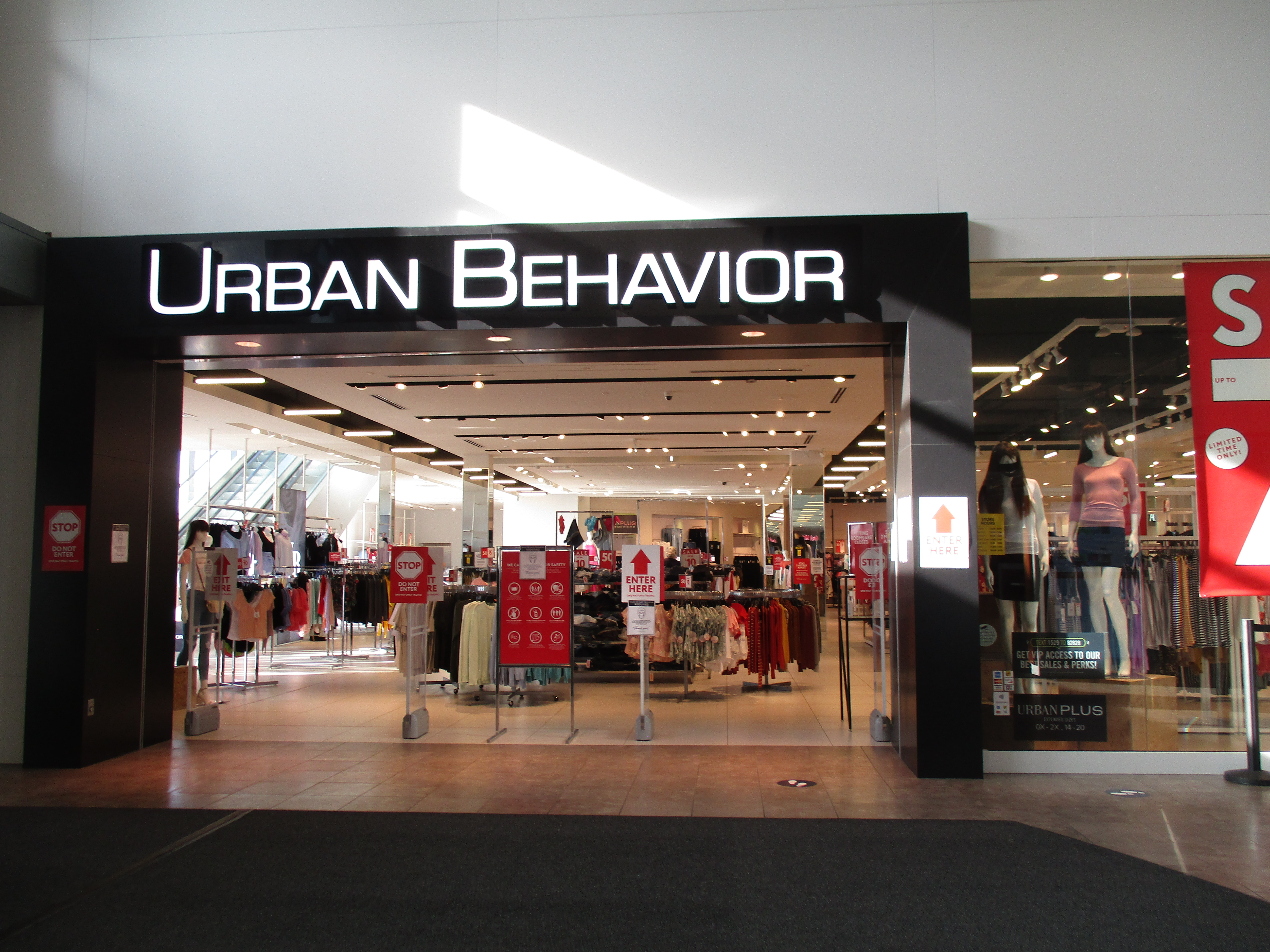
Un Magasin de la marque Urban Behavior au centre commercial Kingsway à Edmonton, en Alberta, Canada.

Urban Behavior est un détaillant de vêtements unisexes avec 40 magasins au Canada qui vend des vêtements de marque privée principalement conçus à Los Angeles. La plupart des modes changent en fonction des tendances actuelles, mais l'accent est mis sur les vêtements du club. L'entreprise a été fondée en 1989 par Arif Noor. Le magasin est surtout populaire chez les adolescents dans la région du Grand Toronto. Le marché cible de Urban Behavior sont les adolescentes et les jeunes consommateurs en mettant l'accent sur l'accessibilité.